# Geert Adriaans Boomgaard
Geert Adriaans Boomgaard (23. září 1788 Groningen – 3. února 1899 Gronongen) byl nizozemský námořník a voják, který se stal prvním úředně ověřeným nejstarším člověkem na světě.
Podle zápisu v matrice byl pokřtěn 23. září 1788 v chrámu Martinikerk. Sloužil u napoleonské Grande Armée a byla mu udělena Medaile Svaté Heleny. Od roku 1818 se plavil jako lodní kapitán po Baltském moři a ve věku 65 let odešel na odpočinek. Závěr života strávil v pečovatelském domě Jacob en Annagasthuis v Groningenu. 
Jeho první manželka Stijntje Bus zemřela roku 1831, podruhé se oženil s Grietje Abels Jonker, která zemřela v roce 1864. Celkem měl dvanáct dětí a všechny přežil. Více než osmdesáti let se dožil také jeho bratr a sestra. Zemřel ve věku 110 let a 135 dnů a je pochován na groningenském hřbitově Zuiderbegraafplaats.
Johannes Gerhardus Kramer pořídil fotografii stoletého Boomgaarda, která se stala v Nizozemsku velmi populární. Jeho rekord nejstaršího muže všech dob překonal až v roce 1966 John Mosely Turner z Velké Británie. 